# Alain de Boismenu
Alain Marie Guynot de Boismenu MSC (* 27. Dezember 1870 in Saint-Malo, Frankreich; † 5. November 1953 in Kubuna, Neuguinea) war ein römisch-katholischer Bischof und Missionar. Seinen Briefwechsel gab der Missionar André Dupeyrat heraus.

## Leben
Alain Marie Guynot de Boismenu wurde im Dezember 1870 in Saint-Malo in der Bretagne als Sohn von François Guynot de Boismenu und dessen Frau Augustine Marie (geborene Thomas) geboren. Er erhielt seine Ausbildung in Saint-Malo und in Antwerpen. Im Jahr 1886 trat er der am 8. Dezember 1854 von Père Jules Chevalier in Issoudun, Diözese Bourges, gegründeten Ordensgemeinschaft der Herz-Jesu-Missionare (Missionnaires du Sacré-Cœur d'Issoudun; lat.: missionarii sacratissimi cordis; kurz M.S.C. bzw. MSC) bei. Am 10. Februar 1895 wurde er zum Priester geweiht. Im Jahr 1897 reiste Boismenu nach Britisch-Neuguinea, wo er am 25. Januar 1898 Yule Island erreichte.
In der folgenden Zeit betätigte sich Boismenu in der Mission. Am 10. Juni 1899 wurde er dem Apostolischen Vikar von Neuguinea Louis-André Navarre als Koadjutor zur Seite gestellt und erhielt die Ernennung zum Titularbischof von Gabala. Boismenu selbst erfuhr davon erst später, da er sich zu diesem Zeitpunkt auf einer Missionsreise befand und so wurde er 1900 in Paris zum Bischof geweiht. Die Bischofsweihe spendete ihm Erzbischof Benedetto Lorenzelli, Apostolischer Nuntius in Frankreich, am 18. März 1900; Mitkonsekratoren waren Bischof Alexandre-Louis-Victor-Aimé Le Roy CSSp, Generalsuperior der Spiritaner, und Bischof Louis Couppé, Apostolischer Vikar von Neupommern.
In den nächsten Jahren und auch nachdem er mit Navarres Amtsniederlegung im Januar 1908 selbst Apostolischer Vikar wurde, galt Boismenu der Schwerpunkt seiner Arbeit der Mission und dem religiösen Leben innerhalb des Vikariats. Auch wurden Bildungseinrichtungen für die Bevölkerung gefördert.
Am 18. Januar 1945 nahm Papst Pius XII. seinen Rücktritt an und ernannte ihn zum Titularerzbischof von Claudiopolis in Honoriade. Den Rest seines Lebens verbrachte er zurückgezogen in Kubuna, einem Tal in Neuguinea. Boismenu starb dort am 5. November 1953 und wurde dort auch begraben. Sein Grab ist heute ein Ziel für Pilger.

## Seligsprechungsprozess
Im für ihn eingeleiteten Seligsprechungsprozess erkannte ihm Papst Franziskus am 16. April 2014 den heroischen Tugendgrad zu.